# NGC 4868
NGC 4868 ist eine Spiralgalaxie vom Hubble-Typ Sab im Sternbild Jagdhunde am Nordsternhimmel. Sie ist schätzungsweise 210 Millionen Lichtjahre von der Milchstraße entfernt und hat einen Durchmesser von etwa 95.000 Lj. Gemeinsam mit NGC 4846 und NGC 4914 bildet sie die kleine Galaxiengruppe LGG 319.
Im selben Himmelsareal befinden sich u. a. die Galaxien NGC 4870, NGC 4893, IC 3956, IC 4016.
Das Objekt wurde am 17. März 1787 von Wilhelm Herschel mit einem 18,7-Zoll-Spiegelteleskop entdeckt, der sie dabei mit „pB, S, R, mbM, among scattered stars“ beschrieb.